# Autoserica setipes
Autoserica setipes är en skalbaggsart som beskrevs av Moser 1918. Autoserica setipes ingår i släktet Autoserica och familjen Melolonthidae. Inga underarter finns listade.